# Netcity
Netcity este infrastructura subterană de telecomunicatii a Municipiului București, care asigura suportul necesar de realizare a retelelor de comunicații electronice pentru operatorii de telecomunicații, imbunatatind totodată aspectul vizual al orașului prin migrarea rețelelor de cabluri aeriene în subteran.

## Istoric
În anul 2006, Primaria Municipiului Bucuresti a demarat realizarea documentatiei necesare proiectului Netcity pentru construirea unei retele de telecomunicatii subeterane la nivel metropolitan, pe care să funcționeze toate companiile de comunicații, desființându-se astfel, cablurile aeriene de pe stâlpi.
Initiativa municipalitatii s-a materializat in licitatia publica deschisa, castigata de compania UTI Systems în august 2007 și se întinde pe o durată de 49 de ani .
Pentru realizarea, operarea si administrarea retelei Netcity, a fost infiintata o companie de proiect dedicata denumita Netcity Telecom. Contractul pentru realizarea retelei metropolitane de fibra optica a fost semnat pe 2 iunie 2008, intr-un parteneriat public-privat, cu investitie 100% privata. Pe durata contractului, pentru dreptul de concesiune primit, Netcity Telecom plateste Primariei Municipiului Bucuresti, o redeventa de 12% raportata la veniturile obtinute din serviciile de baza.
Constructia infrastructurii subterane Netcity a fost demarata în anul 2008. În decembrie 2008, Primăria Capitalei anunța finalizarea primului tronson, de 12 kilometri, din rețeaua Netcity, în zona Unirii, iar in cursul anului 2009 primii furnizori de servicii de telecomunicatii au instalat cu succes primele tronsoane de cabluri de fibra optica in subteran.
La finalul anului 2011, Etapa I de constructie era finalizata in proportie de 65%, circa 10.000 de cladiri fiind deja racordare la reteaua Netcity.
Pe parcursul urmatorilor ani Netcity Telecom a continuat extinderea si administrarea infrastructurii subterane, iar la finele anului 2012 au fost atinse noi obiective de constructie ale Etapei I, dupa o investiție 100% privata de peste 36 milioane de euro.
In anul 2016, compania Direct One S.A. a anuntat ca va prelua controlul asupra Netcity Telecom, operatorul rețelei subterane pentru fibră optică a Municipiului București, în urma acordului semnat cu UTI Netcity Investment BV și UTI Grup SA, companiile care dețin 100% din acțiunile operatorului. Tranzacția presupune achiziția pachetului integral de acțiuni de către Direct One S.A., furnizor independent și neutru de infrastructură de fibră optică pentru telecomunicații. 
In decembrie 2016 Consiliul Concurentei a aprobat preluarea rețelei de fibră optică Netcity de către Direct One S.A  iar in feburarie 2017 tranzactia a fost finalizata ""
In  aprilie 2018, Netcity Telecom a anuntat continuarea lucrărilor de extindere a infrastructurii subterane de fibră optică, estimand că, până în 2020, investiția privată va depăși 70 milioane de euro. Lungimea rețelei urmează astfel să se dubleze, la peste 1.800 km, continuând ulterior să crească în fiecare an, în funcție de necesitățile Capitalei. Datorită extinderi rețelei, veniturile Primăriei Municipiului București rezultate din redevența plătită de operatorul Netcity Telecom se vor dubla, până la peste 2 milioane de euro pe an. 
La jumatatea anului 2018, reteaua Netcity a depasit 1.000 km, aflandu-se intr-o etapa accelerata de constructie. 
Compania Netcity Telecom însumează, la sfârșitul primului semestru al anului în curs, 1.520 de kilometri de rețea subterană de fibră optică la care sunt racordate 20.300 de clădiri, informează compania, într-un raport cu privire la situația acestui proiect.
560 de kilometri de rețea de fibră optică au fost construite de Netcity Telecom de la începutul anului 2018 și până la finalul lui iunie 2019, infrastructură la care au fost racordate 7.500 de clădiri.
În prezent, rețeaua Netcity acoperă bulevardele și zonele turistice principale ale Capitalei, iar lucrările continuă să avanseze pe străzile secundare, susține compania. În fiecare zi, peste 200 de persoane lucrează, pe diferite grupuri de străzi, la extinderea infrastructurii, potrivit sursei.  
Într-un clasament al străzilor cu cele mai multe imobile racordate la rețeaua de fibră optică dezvoltată de Netcity Telecom conduce Șoseaua Giurgiului, cu 211 imobile racordate, urmată de Calea Griviței (185 de imobile), Popa Nan (183 de imobile), Calea Șerban Vodă (146 de imobile) și Calea Floreasca, cu 133 de imobile.
Netcity Telecom face parte din holding-ul Electrogrup Infrastructure S.A. (E-INFRA), un grup de cinci companii active în domeniul infrastructurii de energie si telecomunicații, din care mai fac parte Electrogrup SA, Direct One SA, Nova Power & Gas SRL si WESEE SRL.

## Controverse și conflictele cu operatorii de telecomunicații din București

### Demararea proiectului
În anul 2008, Primăria Municipiului București a semnat contractul cu UTI Systems (câștigătorul licitației) și Netcity Telecom (compania de proiect a UTI Systems) Contractul de Concesiune pentru executarea rețelei metropolitane de fibră optică Netcity în parteneriat public-privat. Contractul a fost semnat în ultima zi de mandat al primarului Adriean Videanu. Până la sfârșitul anului, Netcity Telecom a realizat o buclă pilot de aproximativ 11 km de canalizație în zona Pieței Muncii. Ulterior realizării buclei pilot, Netcity Telecom a demarat în anul 2011 execuția rețelei sub formă de bucle funcționale cu lungimi de aproximativ 20 km.

### Primele conflicte cu operatorii
Deși Contractul de Concesiune prevedea un tarif lunar maximal de 85 de euro pentru un kilometru de tubetă, pentru buclele funcționale realizate ulterior Etapei Inițiale a proiectului, Netcity Telecom a majorat tarifele până la 120 euro lunar pentru un km de tubetă și a introdus produsul racord care se referă la canalizația realizată între rețeaua magistrală și imobile, la un tarif fix de 10 (pentru racorduri de până la 20 de metri) și respectiv 20 de euro lunar (pentru racorduri de peste 20 de metri), ceea ce a dus la nemulțumirea operatorilor de telecomunicații, care s-au văzut puși în dificultate în a-și mai furniza serviciile către clienții finali.

### Prima Lege a infrastructurii și Avizul ANCOM
La data de 31 octombrie 2012 intră în vigoare Legea 154/2012 privind regimul infrastructurii rețelelor de comunicații electronice  care la art. 10 alin. (2) prevede că În cazul proiectelor de instalare infrastructură realizate cu participarea sau sprijinul autorităților administrației publice centrale sau finanțate, total ori parțial, din fonduri publice, furnizorii de rețele de comunicații electronice beneficiază de acces deschis la această infrastructură pentru o perioadă de cel puțin 7 ani, cu respectarea principiilor nediscriminării, proporționalității și obiectivității iar la alin. (3) Condițiile tehnice și economice în care se realizează accesul la infrastructură al furnizorilor de rețele de comunicații electronice în cazul prevăzut la alin. (2) se stabilesc cu avizul conform al ANCOM.
În urma intrării în vigoare a noii legi a infrastructurii de comunicații electronice, Autoritatea Națională pentru Administrare și Reglementare în Comunicații ANCOM a emis la data de 30 mai 2013 Avizul privind condițiile tehnice și economice în care se realizează accesul furnizorilor de rețele de comunicații electronice la infrastructura Rețelei metropolitane de fibră optică a municipiului București  pentru telecomunicații – Netcity.
În Avizul emis, ANCOM spune că în urma analizei efectuate ansamblul condițiilor tehnice și economice în care furnizorii de rețele de comunicații electronice au acces la Rețeaua Netcity nu răspunde cerințelor legale de nediscriminare, proporționalitate și obiectivitate și impune aplicarea unor măsuri cum ar fi: publicarea unei oferte de referință pentru accesul la infrastructură cu detalierea unor elemente minime (pag. 8), elaborarea unor condiții comerciale standard privind tarifele (pag. 11-12), modificarea perioadei minime contractuale la un an în loc de cinci ani (pag. 13-14), stabilirea unui nivel unic al tarifului pentru fiecare serviciu (pag. 14-18), aplicarea unor condiții tarifare privind racordurile similare cu cele privind tubeta magistrală (pag. 19-21), taxarea branșamentelor de fibră optică la lungime (pag. 21-22), aplicarea măsurilor impuse într-un termen de maxim 4 luni de la emiterea Avizului (pag. 22-27), eliminarea condiționării accesului la rețea de plata unui serviciu de supraveghere (pag. 28-30), stabilirea unui tarif lunar de maxim 85 euro pentru un kilometru de tubetă, inclusiv racord și transmiterea în termen de maxim 6 luni a unui model de calculație a costurilor în vederea stabilirii tarifelor finale (pag. 39-49).
În urma emiterii Avizului ANCOM, Netcity Telecom nu a aplicat însă măsurile impuse și l-a contestat în instanță, oprind investițiile până la finalizarea conflictului de natură juridică. În tot acest timp furnizorii de internet au fost obligați să plătească tarifele impuse de companie deoarece erau amenințați cu desființarea rețelelor, lucru care i-a determinat să facă sesizări pentru posibile fapte de corupție săvârșite de primarul general și directorii responsabili cu proiectul Netcity. În același timp, Consiliul Concurenței a anunțat în anul 2015 că a finalizat o investigație privind serviciile de acces la infrastructura de comunicații Netcity a capitalei, constatând că nu au fost emise normele tehnice aferente și recomandând completarea cadrului de reglementare iar în anul 2016 a deschis o investigație împotriva Netcity Telecom pentru un posibil abuz de poziție dominantă.

### A doua Lege a infrastructurii și Decizia ANCOM
La data de 28 iulie 2016 a intrat în vigoare noua Lege 159/2016 privind regimul infrastructurii fizice a rețelelor de comunicații electronice, precum și pentru  stabilirea  unor măsuri pentru reducerea costului instalării rețelelor de comunicații electronice, care prevede la art. 47 alin. (9): În cazul nerespectării de către autoritățile administrației publice centrale sau locale a prevederilor alin. (6) ori neimplementării în termen de maximum 90 de zile a aprobării emise de ANCOM conform art. 25 alin. (2) pentru proiectele prevăzute la alin. (6) sau neimplementării în termen de maximum 90 de zile de la data intrării in vigoare a prezentei legi a avizelor conforme emise de ANCOM in temeiul Legii nr. 154/2012, prin decizia președintelui ANCOM se vor stabili și impune persoanelor care implementează respectivele proiecte de infrastructură fizică sau de fibră optică neechipată, avându-se în vedere în cazul avizului conform și conținutul acestuia, condițiile tehnice și economice în care se realizează accesul furnizorilor de rețele publice de comunicații electronice.”
ANCOM nu a emis însă Decizia în termenul prevăzut de noua lege, lucru care a determinat furnizorii de internet să ceară oficial în data de 16 octombrie 2017 emiterea deciziei ANCOM privind responsabilii și sancțiunile în cazul neimplementării modificărilor contractuale a condițiilor de acces ale furnizorilor de internet la rețeaua Netcity.

### Situația proiectului Netcity în prezent
În anul 2018 Netcity Telecom a reluat investițiile în infrastructură, continuând extinderea buclelor funcționale existente și construcția unor bucle noi, deși finalizarea primei etape a proiectului fusese anunțată cu cinci ani mai devreme. În data de 26 iulie 2018, Consiliul General al Municipiului București a aprobat indicatorii tehnico-economici aferenți studiului de fezabilitate pentru etapa a II-a a rețelei Netcity, fără respectarea condițiilor prevăzute în Avizul ANCOM, însă arbitrul telecom a anunțat că va emite Decizia privind proiectul Netcity până la sfârșitul anului. Continuarea proiectului fără respectarea condițiilor de legalitate impuse prin Avizul ANCOM a generat un nou val de nemulțumire din partea furnizorilor de internet, aceștia reclamând faptul că nerespectarea legislației în domeniu precum și lipsa de reacție a autorității de reglementare în comunicații duce la eliminarea concurenței de pe piața serviciilor de telecomunicații, România fiind acum 10 ani pe locul 3 în lume și locul 1 în Europa la vitezele de acces la internet în timp ce în prezent a ieșit din top 10.
Compania NetCity a reacționat și spune că noua decizie a ANCOM reprezintă o intervenție severă, neadaptată, de natură a afecta investițiile în infrastructură, bugetul local și bunăstarea și confortul cetățenilor.
De asemenea, potrivit companiei, decizia ANCOM va determina, odată cu scăderea veniturilor Netcity Telecom, și scăderea valorii redevenței către bugetul Municipiului București. Compania plătește una dintre cele mai mari redevențe aferente unui Parteneriat Public-Privat, de 12% din veniturile obținute, și contribuie la bugetul Municipiului București în prezent cu sume ce depășesc un milion de euro pe an.